# Chill Wills
Chill Wills, nato Theodore Childress Wills (Seagoville, 18 luglio 1902 – Encino, 15 dicembre 1978), è stato un attore e cantante statunitense.

## Biografia
Wills scelse come proprio nome d'arte "Chill" poiché i suoi genitori ricordavano che il giorno della sua nascita, il 18 luglio 1902, fosse stato uno dei giorni più caldi mai vissuti nella cittadina texana di Seagoville e, per contrasto, lo soprannominarono "Chill" ("freddo"). Wills iniziò la carriera artistica giovanissimo, facendosi le ossa nel vaudeville e lavorando con numerose compagnie di giro in allestimenti teatrali nel sud degli Stati Uniti e nel Midwest. 
Noto come membro dei The Avalon Boys, quartetto di musica popolare da lui fondato, iniziò a cantare negli anni trenta col gruppo, quando venne notato mentre si esibiva al nightclub Trocadero di Los Angeles e fu ingaggiato per apparire in diversi film, soprattutto di genere western, tra i quali I fanciulli del West (1936) con Stanlio e Ollio. Dopo lo scioglimento del gruppo nel 1938, si affermò come attore caratterista, dalla voce profonda e dal viso gioviale, in una lunghissima serie di film, ottenendo la candidatura ai Premi Oscar 1961 come miglior attore non protagonista per la sua interpretazione ne La battaglia di Alamo (1960) di John Wayne. La sua sfacciata e imbarazzante autopromozione per il premio gli costò la statuetta e per questo fu anche lasciato dalla moglie Betty Chappelle. 
Durante gli anni cinquanta prestò la voce a Francis, il mulo parlante, protagonista di una lunga serie di film commedia. Nell'ultima parte della sua carriera lavorò in due occasioni con il regista Sam Peckinpah, prima in La morte cavalca a Rio Bravo (1961) e successivamente in Pat Garrett e Billy Kid (1973), in cui interpretò la parte di un vecchio barista.
Morì nel 1978 ed è sepolto nel Grand View Memorial Park Cemetery di Glendale, California.

## Filmografia parziale

### Cinema
- I fanciulli del West (Way Out West), regia di James W. Horne (1936)
- Il primo ribelle (Allegheny Uprising), regia di William A. Seiter (1939)
- La febbre del petrolio (Boom Town), regia di Jack Conway (1940)
- L'uomo del West (The Westerner), regia di William Wyler (1940)
- Fred il ribelle (Western Union), regia di Fritz Lang (1941)
- Pancho il messicano (The Bad Man), regia di Richard Thorpe (1941)
- Terra selvaggia (Billy the Kid), regia di David Miller (1941)
- La ribelle del sud (Belle Starr), regia di Irving Cummings (1941)
- Se mi vuoi sposami (Honky Tonk), regia di Jack Conway (1941)
- Tarzan a New York (Tarzan's New York Adventure), regia di Richard Thorpe (1942)
- Avventura all'Avana (Her Cardboard Lover), regia di George Cukor (1942)
- Forzate il blocco (Stand By for Action), regia di Robert Z. Leonard (1942)
- A Stranger in Town, regia di Roy Rowland (1943)
- L'avventuriero della città d'oro (Barbary Coast Gent), regia di Roy Del Ruth (1944)
- Incontriamoci a Saint Louis (Meet Me in St. Louis), regia di Vincente Minnelli (1944)
- Al tuo ritorno (I'll Be Seing You), regia di William Dieterle (1944)
- Al caporale piacciono le bionde (What Next, Corporal Hargrove?), regia di Richard Thorpe (1945)
- Femmina folle (Leave Her to Heaven), regia di John M. Stahl (1945)
- Le ragazze di Harvey (The Harvey Girls), regia di George Sidney (1946)
- Il cucciolo (The Yearling), regia di Clarence Brown (1946)
- L'isola sulla montagna (High Barbaree), regia di Jack Conway (1947)
- Filibustieri in gonnella (The Sainted Sisters), regia di William D. Russell (1948)
- L'amazzone domata (Northwest Stampede), regia di Albert S. Rogell (1948)
- Suggestione (The Saxon Charme), regia di Claude Binyon (1948)
- Quel meraviglioso desiderio (That Wonderful Urge), regia di Robert B. Sinclair (1948)
- Abbandonata in viaggio di nozze (Family Honeymoon), regia di Claude Binyon (1948)
- Tulsa, regia di Stuart Heisler (1949)
- Il figlio del delitto (Red Canyon), regia di George Sherman (1949)
- La frusta di fuoco (The Sundowners), regia di George Templeton (1950)
- Frecce avvelenate (Rock Island Trail), regia di Joseph Kane (1950)
- Una famiglia sottosopra (Stella), regia di Claude Binyon (1950)
- Bandito senza colpa (High Lonesome), regia di Alan Le May (1950)
- Rio Bravo (Rio Grande), regia di John Ford (1950)
- I lancieri del Dakota (Oh! Susanna), regia di Joseph Kane (1951)
- Il fuggiasco di Santa Fè (Cattle Drive), regia di Kurt Neumann (1951)
- I pirati di Barracuda (The Sea Hornet), regia di Joseph Kane (1951)
- La valle dei bruti (Ride the Man Down), regia di Joseph Kane (1952)
- La città che non dorme (City That Never Sleeps), regia di John H. Auer (1953)
- Il traditore di Forte Alamo (The Man from the Alamo), regia di Budd Boetticher (1953)
- I senza legge (Tumbleweed), regia di Nathan H. Juran (1953)
- L'avamposto dell'inferno (Hell's Outpost), regia di Joseph Kane (1954)
- Ricochet Romance, regia di Charles Lamont (1954)
- Timberjack, regia di Joseph Kane (1955)
- Santiago, regia di Gordon Douglas (1956)
- Il gigante (Giant), regia di George Stevens (1956)
- Una pistola per un vile (Gun for a Coward), regia di Abner Biberman (1957)
- L'arma della gloria (Gun Glory), regia di Roy Rowland (1957)
- L'uomo che non voleva uccidere (From Hell to Texas), regia di Henry Hathaway (1958)
- La battaglia di Alamo (The Alamo), regia di John Wayne (1960)
- La spiaggia del desiderio (Where the Boys Are), regia di Henry Levin (1960)
- The Little Shepherd of Kingdom Come, regia di Andrew V. McLaglen (1961)
- L'oro dei sette santi (Gold of the Seven Saints), regia di Gordon Douglas (1961)
- La morte cavalca a Rio Bravo (The Deadly Companions), regia di Sam Peckinpah (1961)
- I giovani fucili del Texas (Young Guns of Texas), regia di Maury Dexter (1962)
- McLintock!, regia di Andrew V. McLaglen (1963)
- Letti separati (The Wheeler Dealers), regia di Arthur Hiller (1963)
- Il cardinale (The Cardinal), regia di Otto Preminger (1963)
- Gli indomabili dell'Arizona (The Rounders), regia di Burt Kennedy (1965)
- Il silenzio si paga con la vita (The Libération of L.B. Jones), regia di William Wyler (1970)
- Pat Garrett e Billy Kid (Pat Garrett & Billy the Kid), regia di Sam Peckinpah (1973)
- Mister Miliardo (Mr. Billion), regia di Jonathan Kaplan (1977)

### Televisione
- The Texan – serie TV, episodio 1x22 (1959)
- Gli uomini della prateria (Rawhide) – serie TV, episodi 6x27-6x28 (1964)
- La legge di Burke (Burke's Law) – serie TV, episodi 1x23-2x18 (1964-1965)
- Tarzan – serie TV, episodio 2x20 (1968)
- Il virginiano (The Virginian) – serie TV, episodio 9x18 (1971)

## Doppiaggio
- Francis, il mulo parlante (Francis), regia di Arthur Lubin (1950)
- Francis alle corse (Francis Goes to the Races), regia di Arthur Lubin (1951)
- Francis all'Accademia (Francis Goes to West Point), regia di Arthur Lubin (1952)
- Francis contro la camorra (Francis Covers the Big Torn), regia di Arthur Lubin (1953)

## Doppiatori italiani
Nelle versioni in italiano dei suoi film Chill Wills è stato doppiato da:
- Cesare Polacco in Terra selvaggia, La ribelle del Sud, Forzate il blocco, Le ragazze di Harvey, Il cucciolo, Rio Bravo, L'arma della gloria
- Giorgio Capecchi in Il gigante, L'uomo che non voleva uccidere, La battaglia di Alamo, McLintock!, Letti separati, Gli indomabili dell'Arizona
- Olinto Cristina in L'uomo del West, I filibustieri in gonnella, Una famiglia sottosopra, La valle dei bruti
- Mario Besesti in Frecce avvelenate, I lancieri del Dakota, Il traditore di Forte Alamo
- Luigi Pavese in I senza legge, Santiago, La spiaggia del desiderio
- Lauro Gazzolo in Il fuggiasco di Santa Fè, La città che non dorme
- Stefano Sibaldi in Al tuo ritorno
- Carlo Romano in Abbandonata in viaggio di nozze
- Corrado Racca in Figlio del delitto
- Sergio Tedesco in Suggestione (ridoppiaggio)
- Giulio Panicali in Il cardinale
- Roberto Chevalier in Mister Miliardo
- Angelo Nicotra in La morte cavalca a Rio Bravo (ridoppiaggio)

Da doppiatore è sostituito da:
- Mario Besesti in Francis, il mulo parlante, Francis alle corse, Francis all'Accademia, Francis contro la camorra

## Riconoscimenti
Premi Oscar 1961 – Candidatura all'Oscar al miglior attore non protagonista per La battaglia di Alamo